# پادربورن
این شهر با جمعیت ۱۵۲۵۰۳ نفری (۲۰۲۰) واقع در شرق ایالت نوردراین-وستفالن آلمان واقع است. این شهر یک شهر دانشگاهی است و اولین دانشگاه منطقه وستفالن در سال ۱۶۱۴ در این شهر تأسیس شد که بعداً به دانشکده الهیاتی مستقلی تبدیل شد و در سال ۱۹۷۲ دانشگاه جدیدی در این شهر احداث شد.
این شهر مرزهای فعلی خود را از طریق ادغام جوامع اطراف در جریان اصلاحات منطقه ای در نوردراین-وستفالن در سال ۱۹۷۴ بدست آورد که باعث شد پادربورن به شهری بزرگ تبدیل شود.
امروزه پادربورن در میان بزرگترین شهرهای آلمان در رده ۵۴ قرار دارد.

## دانشگاه پادربورن
دانشگاه پادربورن (Paderborn University) یکی از چهارده دانشگاه پژوهش محور در ایالت نوردراین - وستفالن در آلمان است که بر روی مطالعات فرهنگی و علوم متمرکز می‌باشد. این دانشگاه دولتی بسیار بزرگ در سال ۱۹۷۲ تأسیس شد و در ترم زمستان ۲۰۱۶/۲۰۱۷، ۲۰۰۰۰ دانشجوی ملی و بین‌المللی در این دانشگاه ثبت نام کردند. این دانشگاه ۶۳ برنامه تحصیلی مختلف را در مقاطع کارشناسی و کارشناسی ارشد به دانشجویان ارائه می‌کند.
دانشگاه پادربورن جوایز بسیاری را در حوزه تحقیقات از بنیاد پژوهش آلمان کسب کرده‌است. همچنین این دانشگاه همکاری نزدیکی با موسسات پژوهشی در حوزه‌های علوم کامپیوتر، ریاضیات، مهندسی برق و فوتونیک کوانتوم دارد. شاید به همین خاطر باشد که این دانشگاه در رتبه‌بندی دانشگاه‌های جهان در رتبه ۵۰ تا ۷۵ در حوزه ریاضیات و رتبه ۸۰۲ در بین تمام دانشگاه‌های جهان قرار گرفته‌است.
علاوه بر این، دانشگاه پادربورن یک دانشگاه قدرتمند در حوزه علوم کامپیوتر و فناوری اطلاعات به‌شمار می‌رود که همواره برای توسعه علمی و فنی جامعه اطلاعاتی تلاش کرده‌است.

## نگارخانه

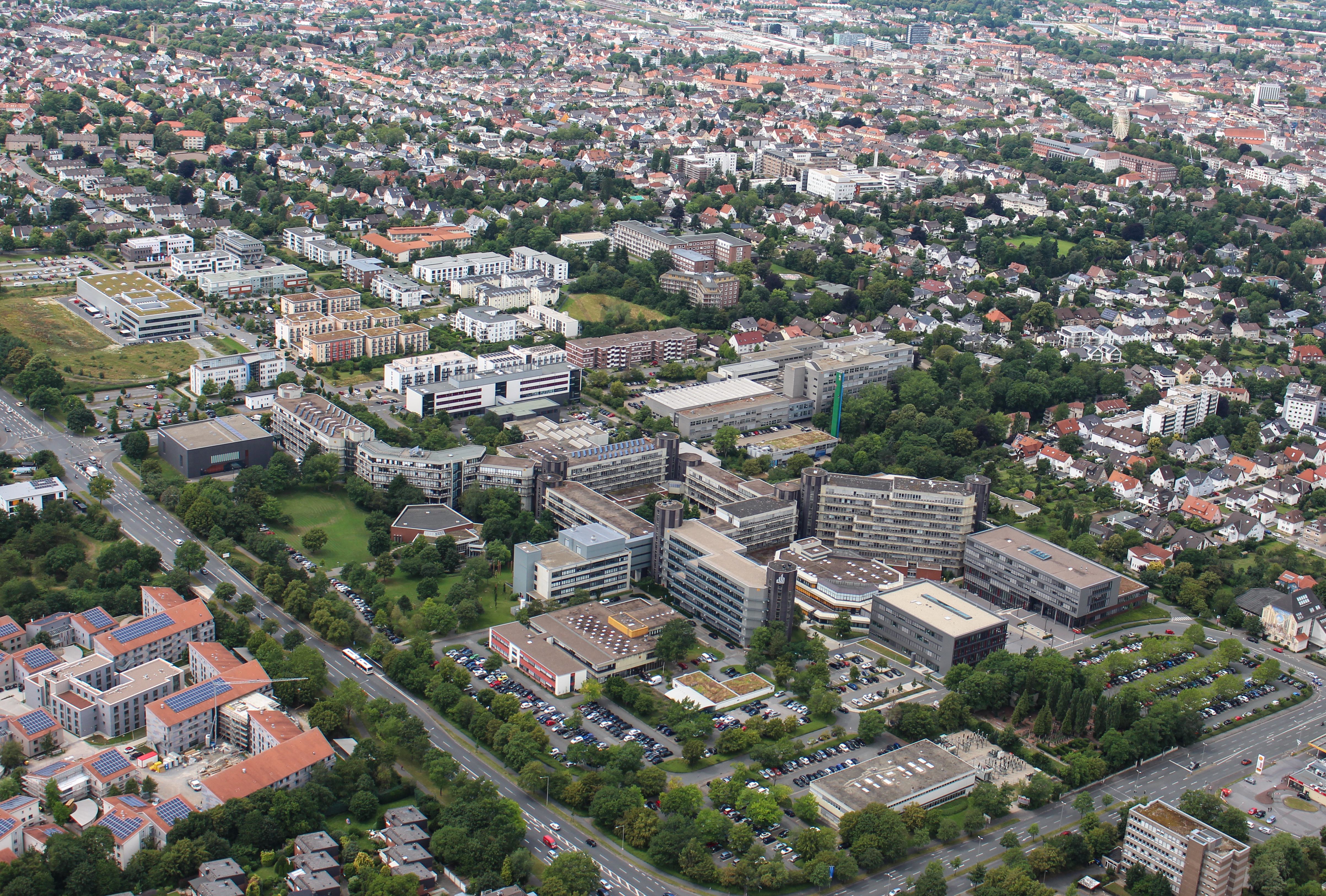
نمای بالایی از دانشگاه پادربورن
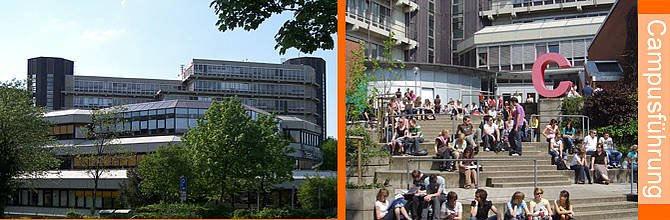
دانشگاه پادربورن
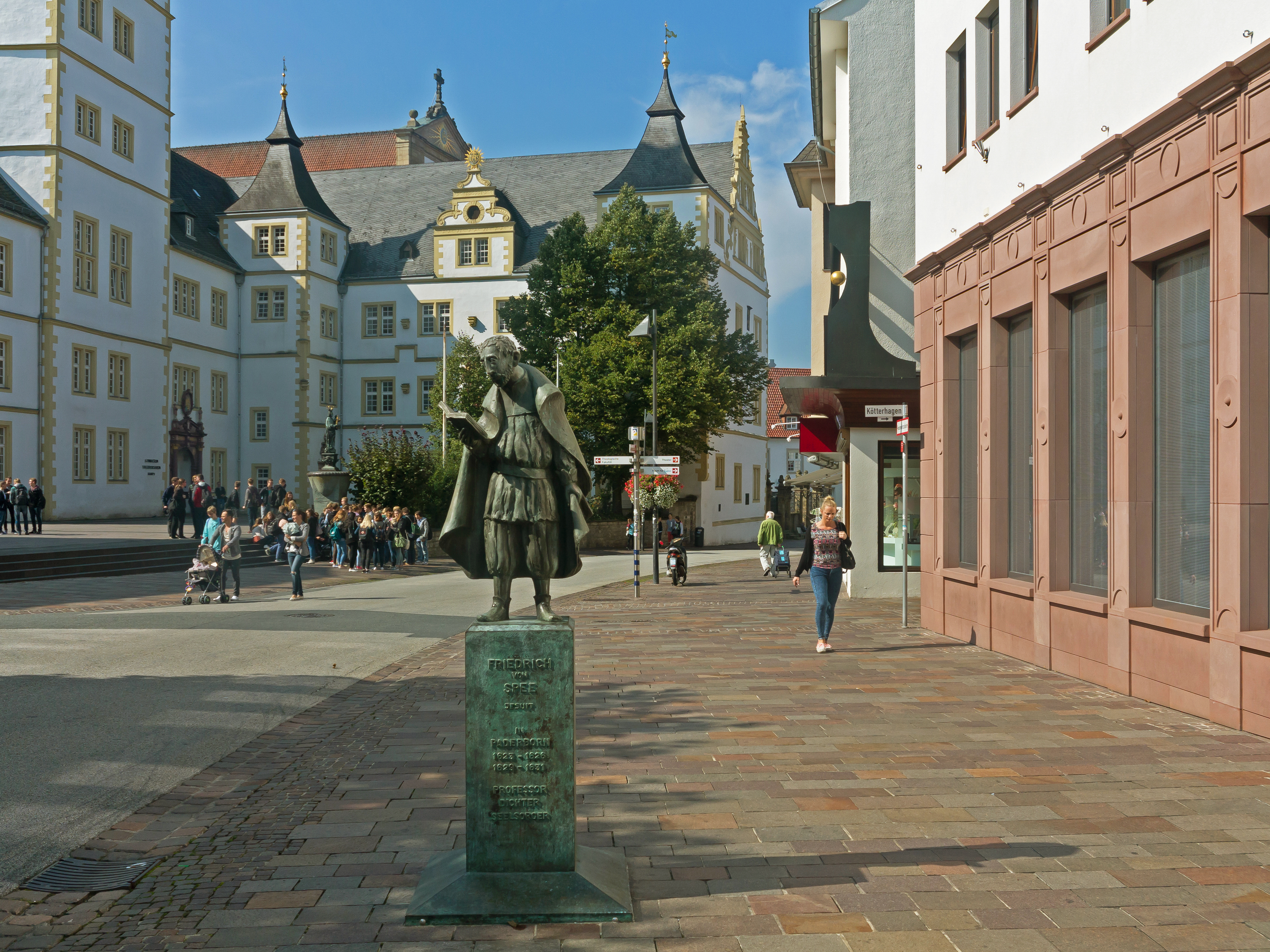